# 吉野利弘
吉野 利弘（よしの よしひろ、1940年4月25日 - ）は、日本の英語学者。立教大学名誉教授。

## 人物
千葉県茂原市出身。英語史を専門とし、古英語、中英語、英語英文学研究史を主に研究・講義。古英語韻文の統語論に始まり、イギリスにおける英語英文学研究思想の発生・変遷などについての造詣が深い。大学卒業後、いったん高校教諭の職に就くが、一念発起して大学院に入学。大学院在学中にフルブライト奨学金受給生となり、2年6ヶ月にわたり渡米。その後長年、立教大学にて教鞭を執ったが2006年に定年退職。

## 学歴
- 1963年　千葉大学文理学部人文科学課程英米文学科卒業
- 1970年　東京都立大学 (1949-2011)大学院人文科学研究科英文学専攻修士課程修了
- 1975年　ペンシルベニア大学 Graduate School of Arts and Sciences, Ph.D. in English Program　単位取得退学
- 1976年　東京都立大学大学院人文科学研究科英文学専攻博士課程単位取得退学

## 学位
- 文学修士(英文学)　東京都立大学　(1970年)
- A.M.(English) ペンシルベニア大学　(1975年)
- Ph.D.(English Philology)　ペンシルベニア大学　(1984年)

学位請求論文： Poetic Syntax in the Old English Meters of Boethius: A Comparative Study of Verse & Prose

## 職歴
- 1963年　千葉県立大多喜高等学校　教諭
- 1968年　千葉県立千葉高等学校　教諭
- 1976年　玉川大学文学部英語学科　専任講師
- 1979年　立教大学文学部英米文学科　助教授
- 1986年　同上　教授
- 2006年　同上　名誉教授

## 著書・論文
- "A Restriction on Passivization in Old English" (1977年)
- 「ヴァリエーションの意味条件」　(1984年)
- 「OE頭韻詩とME頭韻詩との文体上の差異　－大修辞形をめぐって－」　(1989年)
- 「文字の発達」　(1994年)
- "Saeswife or Sae Swife? -A Case for a Bird's Eye-view of an OE Poetic Text-" (1995年)